# Heteroponera flava
Heteroponera flava är en myrart som beskrevs av Kempf 1962. Heteroponera flava ingår i släktet Heteroponera och familjen myror. Inga underarter finns listade i Catalogue of Life.

## Bildgalleri

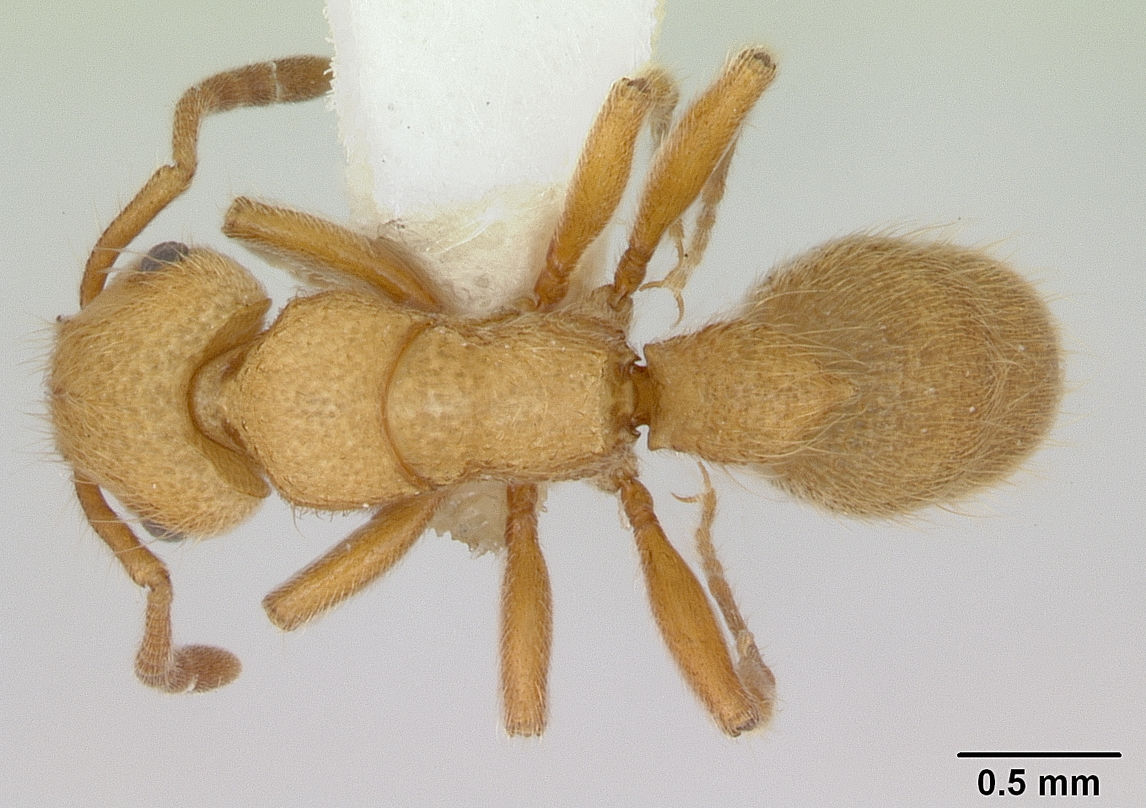
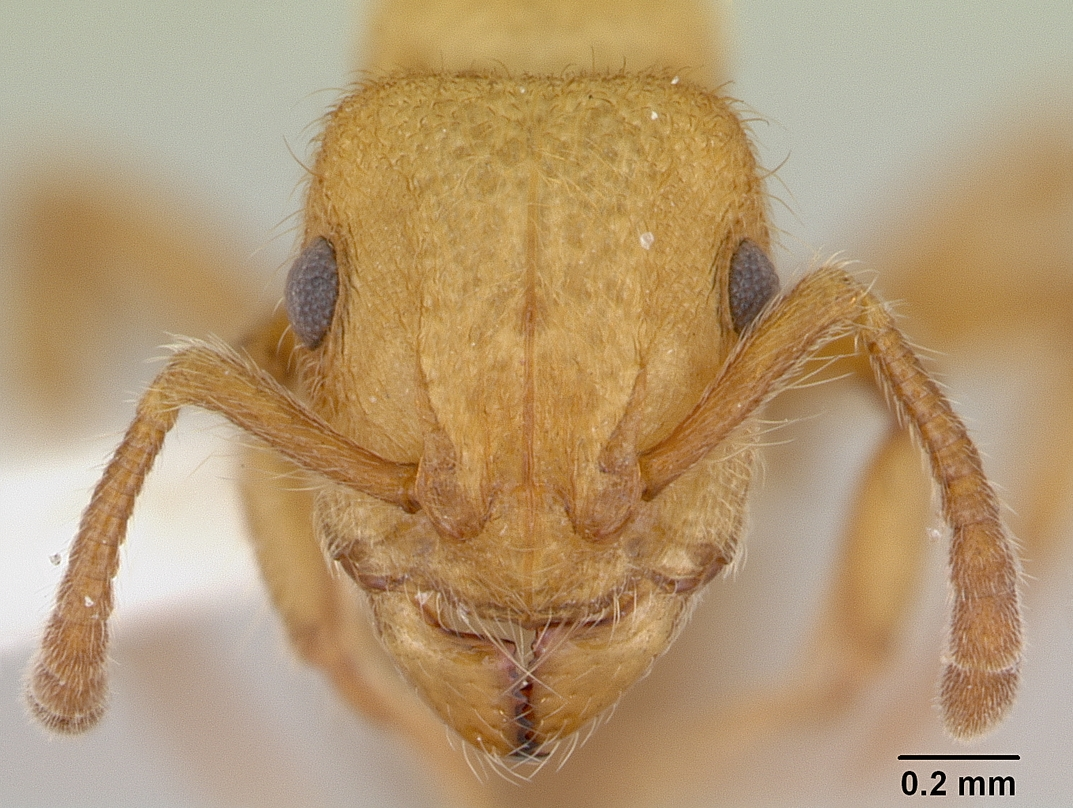
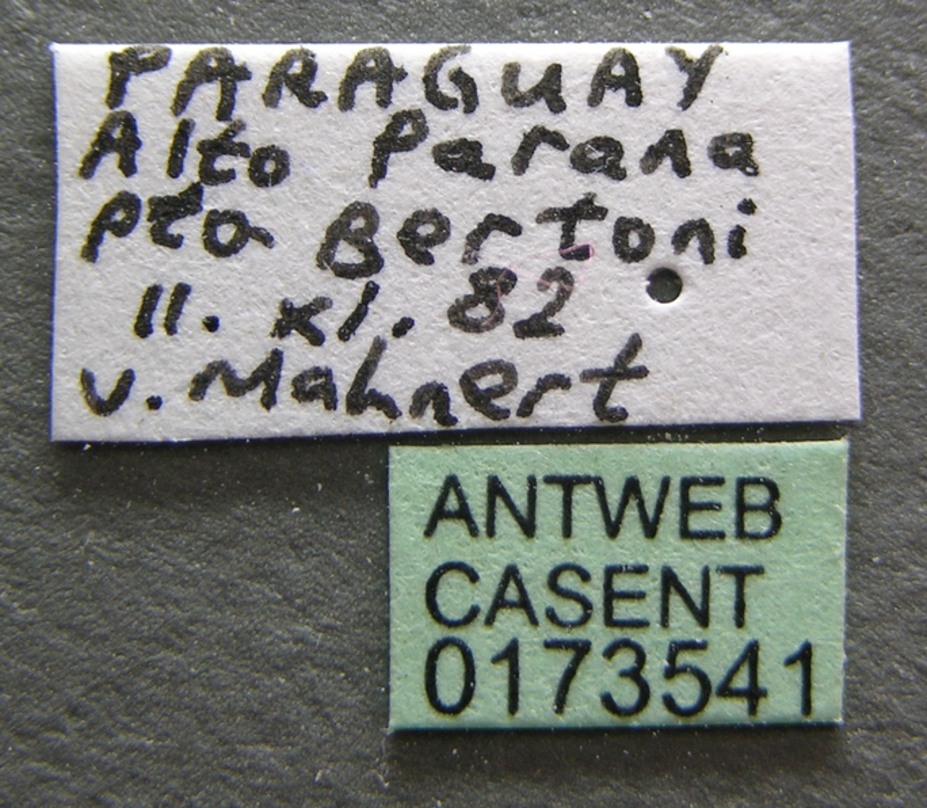
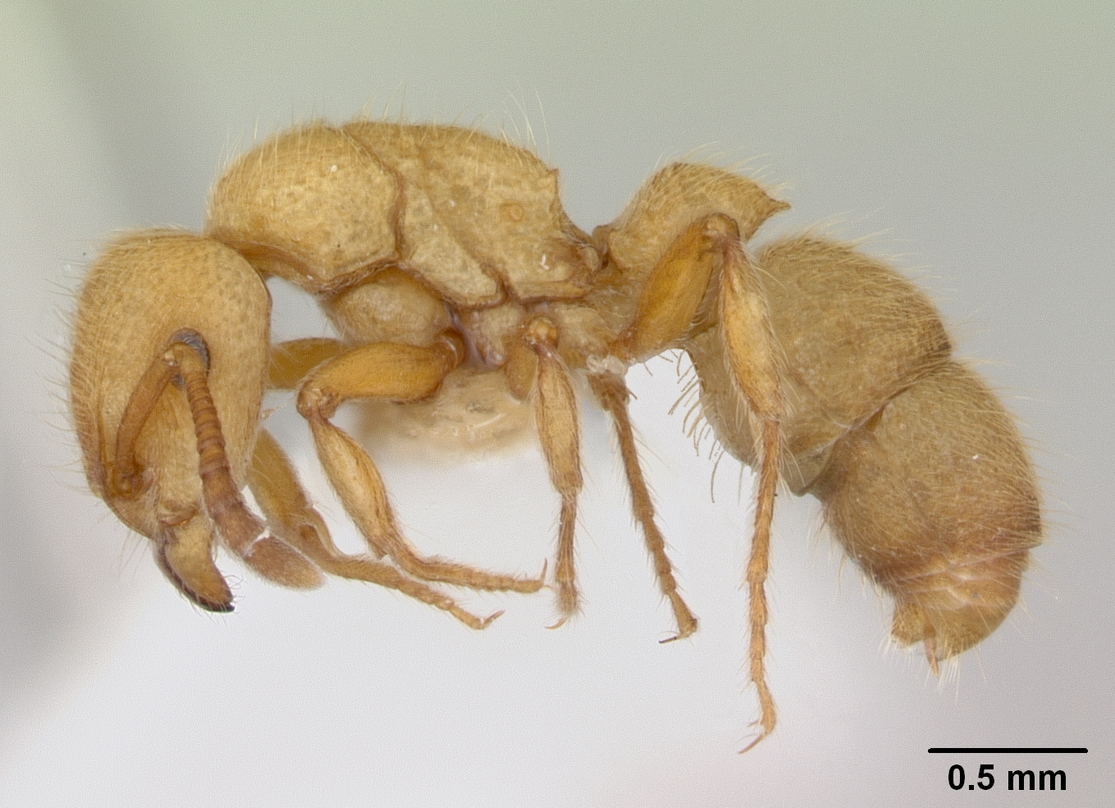
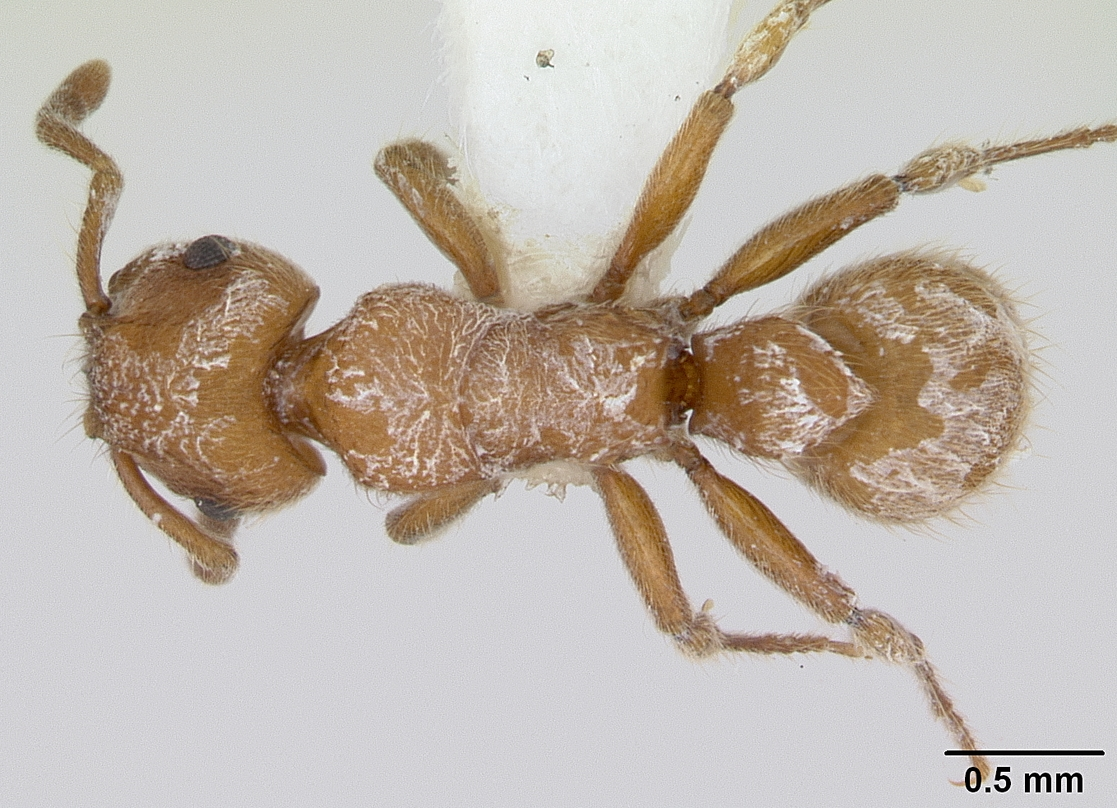
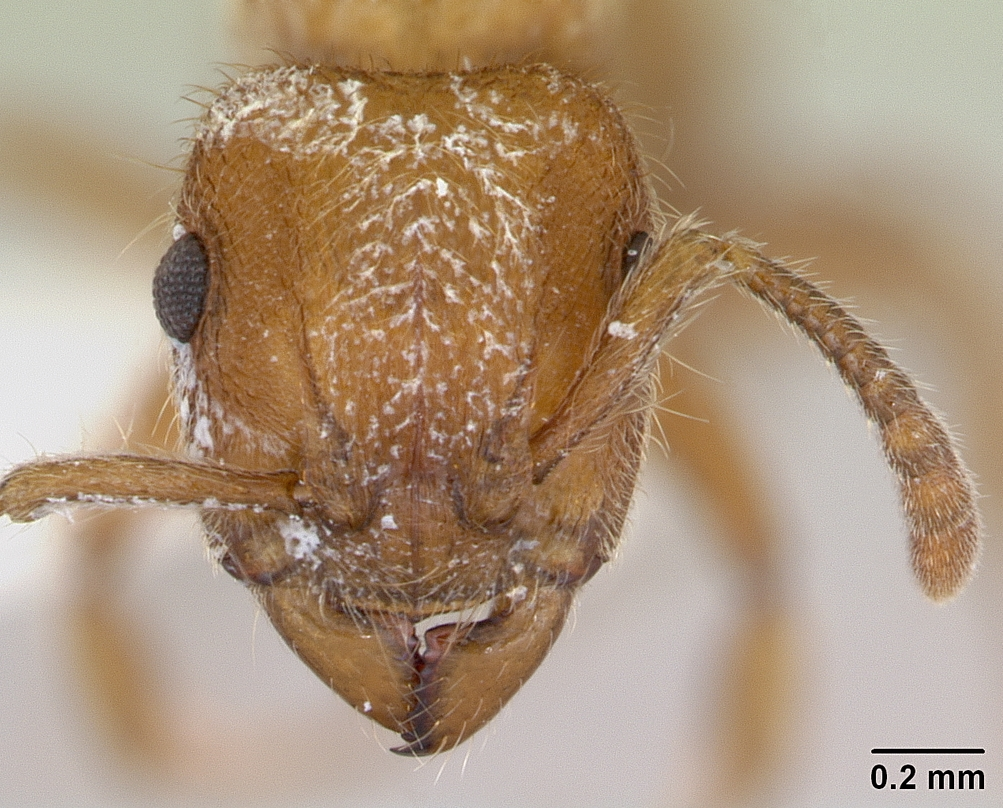